# Bernd Schattner
Bernd Hans Schattner (* 27. Juni 1968 in Annweiler am Trifels) ist ein deutscher Politiker (AfD) und seit 2021 Mitglied des Deutschen Bundestages. Er ist stellvertretender Landesvorsitzender der AfD Rheinland-Pfalz.

## Ausbildung und Beruf
1984 erhielt Schattner seinen Mittleren Schulabschluss in Annweiler am Trifels. Von 1984 bis 1987 machte er seine Ausbildung zum Verwaltungsfachangestellten. Von 1987 bis 1988 absolvierte er seinen Grundwehrdienst im Pionierbataillon 320 in Koblenz. Danach war er bis 1991 Angestellter bei der Verbandsgemeinde Annweiler. Von 1991 bis 1997 war er selbstständiger Handelsvertreter in Thüringen. Von 1997 bis 2012 verkaufte er Einbauküchen. Seit 2012 ist er Inhaber eines Küchenstudios.

## Politische Tätigkeiten
Von 1989 bis 1991 war Schattner Mitglied der CDU. Seit 2015 ist er Mitglied der AfD, seit 2016 stellvertretender Kreisvorsitzender der AfD Südliche Weinstraße-Landau und seit 2019 stellvertretender Landesvorsitzender der AfD Rheinland-Pfalz. Er ist Mitglied im Kreistag Südliche Weinstraße.
Bei der Bundestagswahl 2021 erreichte er im Bundestagswahlkreis Südpfalz mit 9,8 % der Erststimmen den fünften Platz. Er zog über den vierten Platz der Landesliste Rheinland-Pfalz seiner Partei in den 20. Deutschen Bundestag ein.

## Innerparteiliche Kontroverse
Im März 2021 forderten die AfD-Landtagsabgeordneten Matthias Joa, Martin Schmidt und Joachim Paul den Rücktritt von Schattner als stellvertretender AfD-Landesvorsitzender Rheinland-Pfalz. Zuvor habe Schattner in einer E-Mail an Funktionäre der AfD Rheinland-Pfalz zum Sturz des damaligen Bundessprechers Jörg Meuthen auf dem Bundesparteitag im April 2021 aufgerufen und auch gegenüber Kreisvorsitzenden an seinem Aufruf festgehalten. Schattner hatte in einem Mailverkehr geäußert, nicht das „sogenannte Bildungsbürgertum“ sei die Wählerschicht der AfD, sondern die Arbeiterschaft und kritisierte Meuthen, da dieser die Arbeiterschaft nicht ansprechen würde.

## Privates
Schattner ist verheiratet und Vater einer Tochter.